# Lê Hoàng Hải
Lê Hoàng Hải (sinh ngày 2 tháng 8 năm 1970) là Đại biểu Quốc hội nước Cộng hòa xã hội chủ nghĩa Việt Nam. Ông hiện là Ủy viên chuyên trách Ủy ban Khoa học, Công nghệ và Môi trường của Quốc hội, Phó Chủ tịch Nhóm nghị sĩ hữu nghị Việt Nam – Séc, Đại biểu Quốc hội khóa XV từ Đồng Nai. Ông từng là Đảng ủy viên Đảng bộ Văn phòng Quốc hội, Giám đốc Trung tâm Tin học, Văn phòng Quốc hội.
Lê Hoàng Hải là đảng viên Đảng Cộng sản Việt Nam, học vị Kỹ sư Tin học, Cử nhân Luật, Thạc sĩ Công nghệ thông tin, Cao cấp lý luận chính trị. Ông có sự nghiệp hơn 30 năm công tác trong lĩnh vực tin học, công nghệ thông tin của các cơ quan Quốc hội.

## Xuất thân và giáo dục
Lê Hoàng Hải sinh ngày 2 tháng 8 năm 1970 tại xã Lam Sơn, huyện Đô Lương, tỉnh Nghệ An. Ông lớn lên và tốt nghiệp phổ thông 12/12, thi đỗ Đại học Bách khoa Hà Nội, theo học và tốt nghiệp Kỹ sư Tin học, học thêm một bằng đại học là Cử nhân Luật. Tháng 1 năm 1999, ông được Văn phòng Quốc hội cử đi du học ở Melbourne, Úc, học cao học ở Đại học Monash, nhận bằng Thạc sĩ công nghệ thông tin vào tháng 7 năm 2000. Ông được kết nạp Đảng Cộng sản Việt Nam vào ngày 1 tháng 8 năm 2002, trở thành đảng viên chính thức sau đó 1 năm, từng theo học các khóa chính trị ở Học viện Chính trị Quốc gia Hồ Chí Minh và tốt nghiệp Cao cấp lý luận chính trị.

## Sự nghiệp
Tháng 12 năm 1992, sau khi tốt nghiệp Bách khoa Hà Nội, Lê Hoàng Hải được tuyển dụng công chức vào Văn phòng Quốc hội, là Kỹ sư tập sự tại Phòng Máy tính, rồi chính thức là Chuyên viên Phòng Máy tính từ tháng 1 năm 1995. Ông công tác đến năm 1999, đi cơ quan cử đi du học ở Úc rồi trở về vào tháng 8 năm 2001, nhậm chức Chuyên viên rồi Phó Trưởng phòng Máy tính. Tháng 12 năm 2003, ông được điều sang Trung tâm Tin học của Văn phòng Quốc hội, nhậm chức Phó Giáo đốc, được năng ngạch chuyên viên chính vào tháng 1 năm 2006, và là Đảng ủy viên Đảng bộ cơ quan Văn phòng Quốc hội. Từ tháng 1 năm 2011, ông được thăng chức Giám đốc Trung tâm Tin học, Bí thư Chi bộ cơ quan này từ tháng 11 cùng năm, nâng ngạch chuyên viên cao cấp từ tháng 1 năm 2015, đồng thời là Ủy viên Ban Thư ký Quốc hội khóa XIV từ tháng 3 năm 2016.
Năm 2021, Lê Hoàng Hải được Đảng ủy Văn phòng Quốc hội giới thiệu tham gia ứng cử đại biểu Quốc hội từ Đồng Nai, tại đơn vị bầu cử số 2 gồm huyện Vĩnh Cửu, Trảng Bom, Thống Nhất, rồi trúng cử Đại biểu Quốc hội khóa XV với tỷ lệ 74,46%. Trong nhiệm kỳ này, ông được phê chuẩn làm Phó Chủ tịch Nhóm nghị sĩ hữu nghị Việt Nam – Séc từ tháng 11 năm 2021, và Ủy viên chuyên trách Ủy ban Khoa học, Công nghệ và Môi trường của Quốc hội từ tháng 12 cùng năm. Ông miễn nhiệm chức vụ ở Trung tâm Tin học vào năm 2022 khi cơ quan này được đổi tên thành Vụ Tin học, Văn phòng Quốc hội.